# Festival international du film de Bari
Le Festival international du film de Bari, (anglais : Bari International Film Festival ; italien : Festival internazionale del film di Bari,), plus connu sous le sigle BIF&ST, est un festival international de cinéma se déroulant tous les ans à Bari.
Le BIF&ST est soutenu par la Regione Puglia (ministère de la Culture et du Tourisme de la Méditerranée) et produit par l'Apulia Film Commission. L'événement est sous la direction du président de la République italienne, avec la collaboration de la Ville et de l'Université de Bari. Lors du festival sont présentés plusieurs films de différents pays et distribués dans le monde entier.

## Histoire
Le Festival International du Film de Bari a été créé en 2009 à partir d'une idée de Felice Laudadio, qui en est le directeur artistique, ainsi que d'Ettore Scola, qui fut le président du Festival jusqu'à son décès en 2016.
L'initiative a été promue et co-financée par le FEDER de l'Union européenne.

### Précédentes éditions
- 2009 : édition « zéro », du 12 au 17 janvier
- 2010 : première édition, du 23 au 30 janvier
- 2011 : deuxième édition, du 22 au 29 janvier
- 2012 : troisième édition, du 24 au 31 mars
- 2013 : quatrième édition, du 16 au 23 mars
- 2014 : cinquième édition, du 5 au 12 avril
- 2015 : sixième édition, du 21 au 28 mars

## Sections
Le programme artistique de la BIF&ST est divisé en sections :
- Première mondiale ou internationale : projection de films à venir, italiens et étrangers, en présence des auteurs et des artistes, en privilégiant les œuvres inédites.
- Examen des meilleurs films documentaires et courts métrages italiens présentés en première mondiale.
- Examen des meilleurs films italiens de l'année écoulée : longs métrages sélectionnés par la direction artistique.

En outre, le festival est accompagné d'hommages, rétrospectives, réunions et cours de cinéma avec des acteurs et des directeurs de laboratoires italiens et étrangers du cinéma et de théâtre, des conférences, des expositions, des représentations théâtrales et des présentations de livres.

## Catégories
- Longs métrages
- Courts métrages
- Documentaires

## Prix décernés
- Prix Franco Cristaldi du meilleur film – depuis 2009
- Prix Mario Monicelli du meilleur réalisateur – depuis 2009
- Prix Tonino Guerra du meilleur sujet – depuis 2009
- Prix Suso Cecchi D'Amico du meilleur scénario – depuis 2009
- Prix Vittorio Gassman du meilleur acteur – depuis 2009
- Prix Alberto Sordi du meilleur acteur dans un second rôle – depuis 2009
- Prix Anna Magnani de la meilleure actrice – depuis 2009
- Prix Alida Valli de la meilleure actrice dans un second rôle – depuis 2009
- Prix Ennio Morricone de la meilleure musique de film – depuis 2009
- Prix Giuseppe Rotunno de la meilleure photographie – depuis 2009
- Prix Dante Ferretti des meilleurs décors – depuis 2009
- Prix Roberto Perpignani du meilleur montage – depuis 2009
- Prix Piero Tosi des meilleurs costumes – depuis 2009
- Prix du meilleur réalisateur international – depuis 2013
- Prix du meilleur acteur international – depuis 2013
- Prix de la meilleure actrice internationale – depuis 2013
- Prix Michelangelo Antonioni du meilleur court-métrage – depuis 2009
- Prix Vittorio De Seta du meilleur documentaire – depuis 2009
- Prix Francesco Laudadio du meilleur premier film – depuis 2009
- Mentions spéciales – depuis 2009